# M&T Bank Stadium
M&T Bank Stadium – stadion futbolowy w Baltimore w stanie Maryland, na którym swoje mecze rozgrywa futbolowy zespół ligi NFL Baltimore Ravens.
Budowę stadionu rozpoczęto w lipcu 1996, a jego otwarcie miało miejsce 6 września 1998, gdy Baltimore Ravens podejmowali Pittsburgh Steelers. Stadion, który poprzednio nosił nazwy: Ravens Stadium at Camden Yards (1998–1999), PSINet Stadium (1999–2002), Ravens Stadium (2002–2003), ma pojemność 71 008 miejsc. Rekordową frekwencję zanotowano 15 stycznia 2012 w meczu pomiędzy Ravens a Houston Texans. Spotkanie obejrzało 71 547 widzów.
W 2013 i 2015 na M&T Bank Stadium rozegrano mecze Złotego Pucharu CONCACAF. Na stadionie miały miejsce również koncerty, między innymi U2, Billy’ego Joela oraz Beyoncé.